# Парламентские выборы на Филиппинах (2025)
Парламентские выборы в Филиппинах 2025 года состоялись 12 мая. Во время этих промежуточных выборов, где победители вступают в должность в середине срока полномочий президента Бонгбонга Маркоса, все 317 мест в Палате представителей и 12 из 24 мест в Сенате будут оспариваться для формирования 20-го Конгресса Филиппин. Местные выборы также пройдут в исполнительную и законодательную ветви власти в каждой провинции, городе и муниципалитете страны. Первые выборы в парламент Бангсаморо пройдут 13 октября 2025 года.
Это будут первые всеобщие выборы, которые пройдут после выборов в филиппинские барангаи и сангунианг кабатан 2023 года (муниципальные выборы). Эти выборы также станут первыми автоматизированными выборами, которые будут контролироваться южнокорейской фирмой Miru Systems после того, как Избирательная комиссия отстранила компанию Smartmatic от участия в будущих выборах.

## Партии и коалиции
| Коалиции | Коалиции                                                        | Партии | Мест на момент выборов | Мест на момент выборов |
| Коалиции | Коалиции                                                        | Партии | Палата представителей  | Сенат                  |
| -------- | --------------------------------------------------------------- | --- | ---------------------- | ---------------------- |
|          | Альянс за новые Филиппины Сформирована 8 мая 2024               | - Федеральная партия Филиппин (ФПФ) - ЛАКАС – Христианские мусульманские демократы (ЛАКАС – ХМД) - Националистическая партия (НП) - Националистическая партия (ПНЕ) - Националистическая народная коалиция (ННК) | 187 из 318             | 11 из 24               |
|          | КиБам Анонсирована 22 февраля 2024                              | - Акбаян - Общество объединённых филиппинцев (ООФ) - Либеральная партия (ЛП) | 11 из 318              | 1 из 24                |
|          | Патриотическая коалиция народа Анонсирована 26 июня 2024        | - Альянс обеспокоенных учителей (АОУ) - ГАБРИЭЛА - Молодёжный партийец - Нация прежде всего | 3 из 318               | 0 из 24                |
|          | Филиппинская демократическая партия Анонсирована 19 апреля 2024 | - Альянс за перемены (АЗП) - Филиппинская демократическая партия (ФДП) - Партия демократических реформ (ПДР) - Федерализм ассоциации благородных кровей (ФАБК)                                                   | 6 из 318               | 3 из 24                |